# Megastachya
Megastachya är ett släkte av gräs. Megastachya ingår i familjen gräs.
Kladogram enligt Catalogue of Life:
| Megastachya | \| \| Megastachya madagascariensis \| \| \| \| \| \| Megastachya mucronata \| \| \| \| |
|             | \| \| Megastachya madagascariensis \| \| \| \| \| \| Megastachya mucronata \| \| \| \| |
|             | Megastachya madagascariensis                                                           |
|             |                                                                                        |
|             | Megastachya mucronata                                                                  |
|             |                                                                                        |